# Li Xiaopeng (futbolista)
Li Xiaopeng (en chino tradicional, 李霄鵬; en chino simplificado, 李霄鹏; pinyin, Lǐ Xiāopéng; Qingdao, China; 20 de junio de 1975) es un exfutbolista y entrenador de fútbol de China que jugaba en la posición de centrocampista. Actualmente dirige al Qingdao Jonoon.

## Carrera

### Club
Jugó toda su carrera con el Shandong Luneng de 1994 a 2005, con el que jugó 217 partidos y anotó 42 goles, fue campeón nacional en 1999 y ganó cuatro copas nacionales.

### Selección nacional
Debutó con China el 3 de septiembre de 2000 en la victoria por 4-1 ante Irak en un partido amistoso. Su primer gol con la selección lo anotó en la victoria por 3-0 ante Emiratos Árabes Unidos el 25 de agosto de 2001 por la clasificación de AFC para la Copa Mundial de Fútbol de 2002.
Disputó 39 partidos y anotó tres goles hasta su retiro de la selección en 2004. Participó en la Copa Mundial de Fútbol de 2002 y en dos ediciones de la Copa Asiática.

### Entrenador
| Periodo       | Club                  |
| ------------- | --------------------- |
| 2010–2011     | China femenil         |
| 2014          | Qingdao Jonoon        |
| 2018–2020     | Shandong Luneng       |
| 2021          | Wuhan Zall            |
| 2021–2022     | China                 |
| 2022–2023     | China                 |
| 2023-2024     | Cangzhou Mighty Lions |
| 2025-presente | Qingdao Jonoon        |

## Logros

### Jugador
- AFC U-17 Championship: 1992
- Liga Jia-A: 1999
- Chinese FA Cup: 1995, 1999, 2004
- Chinese Super League Cup: 2004